# Studenckie Radio Żak Politechniki Łódzkiej

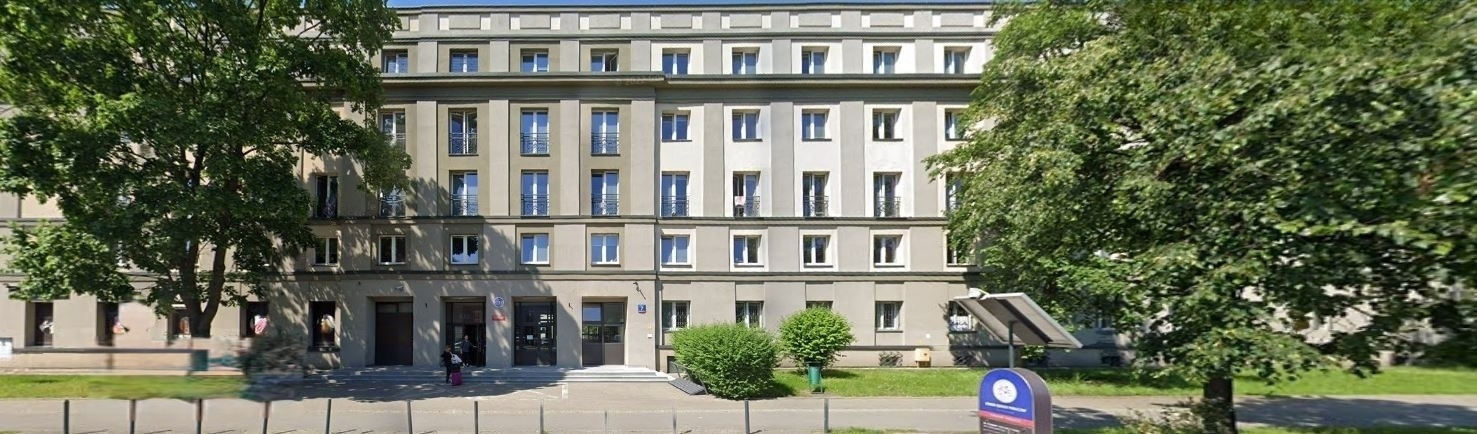
Siedziba rozgłośni przy al. Politechniki 7 w Łodzi

Studenckie Radio „Żak” Politechniki Łódzkiej – najstarsza koncesjonowana akademicka rozgłośnia radiowa w Polsce, nadająca na terenie Łodzi i okolic. Sygnał stacji można odbierać na falach ultrakrótkich (88,8 MHz), a także za pośrednictwem Internetu. Koncesjonowanym nadawcą programu jest Politechnika Łódzka. Radio „Żak” jest członkiem grupy Polskie Rozgłośnie Akademickie.
Początki „Żaka” jako studenckiego radiowęzła Politechniki Łódzkiej sięgają 18 maja 1959. Od pracy w „Żaku” zawodową karierę dziennikarską zaczynali m.in.: Wiktor Skrzydłowski, Andrzej Papajak, Adam Kołaciński, Marek Niedźwiecki, Janusz Deblessem, Janusz Graczyk, Tomasz Podwysocki, Marcin Pośpiech i Łukasz Walewski.
Taśmoteka Radia Żak jest jednym z największych archiwów piosenki studenckiej i turystycznej w Polsce.

## Działalność
„Żak” ma charakter niekomercyjny. Działalność radia jest finansowana i wspierana przez Politechnikę Łódzką, dzięki czemu rozgłośnia jest całkowicie wolna od reklam. Praca w Studenckim Radiu „Żak” ma w całości charakter wolontariatu. Pracownicy nie muszą być studentami żadnej uczelni. Żaden z pracowników radia nie pobiera wynagrodzenia za swoją pracę.
Muzyka na antenie „Żaka” to, od początku jego działalności, szeroko pojęta muzyka alternatywna. W programach porannych i popołudniowych oraz w dziennym paśmie muzycznym można usłyszeć m.in. brit pop, indie rock, folk, reggae, ska i punk rock, w wieczornych audycjach autorskich pojawiają się również metal, blues, rock progresywny, IDM, ambient, noise, awangarda, piosenka studencka i turystyczna, a także muzyka filmowa oraz współczesna. „Żak” nadaje także audycje publicystyczne, skierowane przede wszystkim do ludzi młodych, głównie studentów.
Oprócz nadawania całodobowego programu stacja zajmuje się organizacją i nagłaśnianiem koncertów. Niektóre z nich, kameralne – z udziałem kilkudziesięciu wytypowanych uczestników w charakterze widowni – odbywają się w studiu Radia i są emitowane na żywo. „Żak” współorganizuje również takie imprezy jak Ogólnopolski Studencki Przegląd Piosenki Turystycznej „Yapa”, koncert „W górach jest wszystko co kocham”, koncerty inaugurujące rok akademicki i wiele innych. W październiku 2007 roku odbyła się również pierwsza edycja „Żak Festiwalu”, kilkudniowego cyklu imprez artystycznych zorganizowanego przez rozgłośnię.
Radio „Żak” posiada dwa studia nagraniowe oraz salę koncertową

## Władze
Najwyższy organ Radia „Żak” to zgromadzenie walne pracowników, a po nim kolegium redakcyjne.
Walne zgromadzenie pracowników i kandydatów zwoływane jest co kwartał przez redaktora naczelnego. Pracownicy będący studentami Politechniki Łódzkiej mogą głosować na nim w sprawach „Żaka”. Oprócz tego każdy pracownik – również pochodzący z innej uczelni niż Politechnika Łódzka (czyli niemający prawa głosowania) – oraz każdy kandydat może na zgromadzeniu walnym przedstawić swój wolny wniosek oraz brać udział w dyskusjach.
Kolegium redakcyjne podejmuje natomiast bieżące decyzje w sprawach działalności radia. W skład kolegium wchodzi redaktor naczelny i jego zastępcy do spraw: programowych, technicznych, muzycznych, informacji i promocji radia.

## Historia
Studenckie Radio „Żak” Politechniki Łódzkiej rozpoczęło swoją działalność prawdopodobnie 18 maja 1959. Było wówczas organem Zrzeszenia Studentów Polskich. Siedziba rozgłośni mieściła się w III Domu Studenta na terenie Osiedla Akademickiego Politechniki Łódzkiej. Nadawała wówczas w systemie radiowęzłowym, swym zasięgiem obejmując początkowo tylko III Dom Studencki – wówczas każdy akademik miał swoje własne studio radiowęzłowe.

### Lata 60.
Jednym z pierwszych pracowników radia był Stanisław Żak, jednak to nie od jego nazwiska pochodzi nazwa radia. Był on redaktorem tego radiowęzła w 1963 roku. Radio Żak zajmowało początkowo jeden pokój. W umywalni zorganizowano spikerkę z mikrofonem, zasłanianą kocem, nad którym wisiała czerwona lampka z napisem „cisza”. Amplifikatornię urządzono w niewielkim pomieszczeniu, w którym zgromadzono sprzęt radiowy – między innymi bardzo nowoczesny jak na owe czasy mikser z trzema potencjometrami (w tym jednym nieczynnym). W spikerce siedziało się na koszu, przykrytym dla wytłumienia dyktą.
W 1965 przyłączono radiowęzły z I i II DS a rok później scalono też radiowęzły pozostałych akademików stojących przy al. Politechniki. W ten sposób Radio Żak objęło swoim zasięgiem całe Osiedle Akademickie Politechniki Łódzkiej. Otrzymało też nazwę Studio Radiowe „Żak”. Siedzibę przeniesiono do nowych pomieszczeń z jednym studiem. Nowe studio nazywano „parasolem”. W 1966 roku też studenci własnoręcznie wykonali pierwszy stół mikserski Radia Żak.
Z chwilą połączenia wszystkich radiowęzłów Studio Radiowe „Żak” stało się ważnym ośrodkiem przekazu dla ponad dwóch tysięcy mieszkańców osiedla akademickiego. Program był zróżnicowany i zawierał: koncerty życzeń, dyskusje, reportaże, audycje muzyczne, sportowe, kulturalne i literackie. Były także wyróżnienia i nagrody za dziennikarską pracę. „Żak” był enklawą kultury studenckiej i operując żartem, satyrą i podtekstem przekazywał treści, które w ogólnym obiegu były objęte cenzurą.

### Lata 70.
Lata 70. XX w. to złoty wiek w działalności radia, które miało wówczas (1970-72) rekordową liczbę 102 współpracowników. W tym czasie pojawiły się również legitymacje Studia Radiowego „Żak”. Pierwszą legitymację z numerem 2 otrzymał Henryk Mucha, który karierę w „Żaku” rozpoczął 1 stycznia 1970. Markowi Niedźwieckiemu przypadła w udziale legitymacja z numerem 8. Został on przyjęty do Żaka w listopadzie 1973. 2 października 1975 roku po raz pierwszy poprowadził „Studencką Listę Przebojów”.
W 1974 radiowęzeł zmienił swoją nazwę na Studenckie Radio „Żak”. W tym samym roku zorganizowano też pierwszą edycję Ogólnopolskiego Studenckiego Przeglądu Piosenki Turystycznej „Yapa”, którego „Żak” już wtedy był współorganizatorem. Poza „Yapą” radiowcy włączali się także w przygotowywanie innych imprez kulturalnych na Osiedlu Politechniki Łódzkiej: Juwenaliów, koncertów, akcji „Studenci Dzieciom”, Przeglądu Twórczości Studentów „Morda”, Przeglądu Piosenki Kabaretowej „Apsik” i wielu innych. Do szkoleń organizowanych w początkowych latach działalności Radia doszły wspólne wigilie, sylwestry, wyjazdy wypoczynkowe na rejsy, w góry. Tradycją są również zloty wszystkich Żakowców organizowane co pięć lat.

### Lata 80.
21 stycznia 1981 rozpoczął się na Politechnice Łódzkiej strajk okupacyjny. Studenckie Radio „Żak” stało się wówczas politechnicznym centrum informacji o Uniwersytecie Łódzkim, w którym odbywały się rozmowy z przedstawicielami rządu. To w „Żaku” powstała słynna podczas strajku łódzkiego piosenka „Górski, Górski, miły bracie” napisana przez Tomasza Podwysockiego (ówczesnego Naczelnego „Żaka”), Włodzimierza Polisa, Tomasza Plicha i innych dziennikarzy radia, a wykonywana przez Olka Grotowskiego. 
13 grudnia 1981 na terenie całej Polskiej Rzeczypospolitej Ludowej wprowadzony został stan wojenny. Zawieszono zajęcia w szkołach i na uczelniach wyższych. Zamknięto również działalność wszelkich rozgłośni akademickich. W większości przypadków odbywało się to dość brutalnie, ze szkodą dla zawartości taśmotek radiowęzłów. Żakowcy – ostrzeżeni przez zaprzyjaźnione rozgłośnie – zdążyli wykorzystać podpodłogowe szpary i puste przestrzenie głośników do ocalenia wielu dokumentalnych materiałów.
Wznowienie działalności radia nie obyło się bez problemów. „Żakowi” został przydzielony przez władze opiekun, który miał nadzorować merytoryczną zawartość audycji. Powołano również Radę Programową, która odgrywała rolę cenzora. Z powodu braku porozumienia z władzami Politechniki Łódzkiej, 29 stycznia 1986 pracownicy radiowęzła zdecydowali się zawiesić jego działalność. Jej wznowienie nastąpiło po osiągnięciu kompromisu z władzami uczelni w marcu 1986.
Lata 80. obfitowały w nagrody przywożone z różnego rodzaju konkursów i giełd. W dziedzinie reportażu radiowcy „Żaka” otrzymali m.in. I miejsce w Toruniu dla Adama Kołacińskiego i Tomasza Ciecieręgi za reportaż o Pomarańczowej Alternatywie pt. „Zomo nigdy nie zawodzi”. W dziedzinie audycji poetyckich na konkursie „Przestwór” w Szczecinie przyznano I miejsce Bogusławowi Potońcowi za jednoaktówkę „Co? Gdzie?” i III za „Opowiadanie bez tytułu” Marioli Andrzejczak, zaś Jacek Mikołajczyk i Tomasz Plich otrzymali nagrody za felietony. Marek Sztandera dwukrotnie, rok po roku, we Wrocławiu zdobywał drugie nagrody za audycje muzyczne „Kadry rocka” i „Małe jest piękne”.
Program rozpoczynał się wtedy o godzinie 22:00 – kończył po północy lub o godz. 01:00, ale zdarzały się liczne przypadki jego przedłużania. Kiedyś pobito rekord 125 godzin – każdy telefon słuchacza przedłużał program o 15 minut.

### Lata 90. i później
Stacja przetrwała przemiany polityczne, które dokonały się w Polsce po 1989. Wiele z ówczesnych organizacji studenckich zmieniało politykę, komercjalizowało się i przestawało istnieć. „Żak” – między innymi dzięki wsparciu Politechniki Łódzkiej – mógł zachować pierwotną formę.
1 października 1996 Studenckie Radio „Żak” rozpoczęło emisję na częstotliwości 88,8 MHz. Początkowo z cztero- lub sześciogodzinnym programem, zwiększając stopniowo liczbę godzin do całej doby, co nastąpiło 1 października 2005.

## Odbiór
Studenckie radio Żak nadaje analogowo na falach UKF, zasięgiem obejmuje całą Łódź, a także kilka miast ościennych. Nadaje również w Internecie.
| Lokalizacja nadajnika     | Częstotliwość | Moc nadajnika (ERP) | Polaryzacja |
| ------------------------- | ------------- | ------------------- | ----------- |
| Łódź, VII Dom Studenta PŁ | 88,8 MHz      | 0,4 kW              | pionowa     |

Ponadto stację można odbierać w łódzkiej sieci telewizji kablowej Toya na częstotliwości 89,2 MHz oraz w łódzkiej sieci telewizji kablowej RET-SAT1 na częstotliwości 88,35 MHz.